# Gráfico de probabilidad normal
El gráfico de probabilidad normal es una técnica gráfica, utilizada para contrastar la normalidad de un conjunto de datos. Permite comparar la distribución empírica de una muestra de datos, con la distribución normal. Es un caso particular de gráfico de probabilidad.

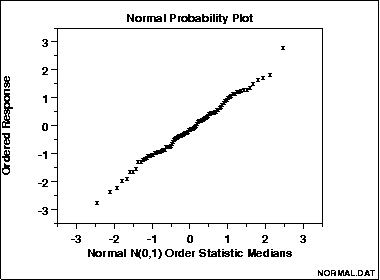
Ejemplo de un gráfico de probabilidad normal.

La idea básica consiste en representar, en un mismo gráfico, los datos empíricos observados, frente a los datos que se obtendrían en una distribución normal teórica. Si la distribución de la variable es normal, los puntos quedarán cerca de una línea recta. Es frecuente observar una mayor variabilidad (separación) en los extremos.
El gráfico de probabilidad normal es un caso especial de gráfico de probabilidad.

## Definición
Para construir el gráfico de probabilidad normal para un conjunto de datos {\displaystyle x_{1},x_{2},x_{3},\ldots ,x_{n}} se representan:
- Eje vertical: valores ordenados de los datos {\displaystyle x_{(1)},x_{(2)},x_{(3)},\ldots ,x_{(n)}}.
- Eje horizontal: valor esperado del i-ésimo estadístico de orden de una distribución normal.

Los puntos que se suelen utilizar vienen dados por {\displaystyle (x_{(i)},\Phi ^{-1}({\frac {i}{n+1}}))} aunque hay otras formas de elegirlos con resultados parecidos

## Otros gráficos
Los gráficos de probabilidad son similares a los gráficos P-P y los gráficos Q-Q. La diferencia es que en los gráficos P-P se confrontan las proporciones acumuladas de una variable, con las de una distribución normal.  Los gráficos Q-Q se obtienen de modo análogo, esta vez representando los cuantiles respecto a los cuantiles de la distribución normal.